# Bitwa o Imphal
Bitwa o Imphal – starcie militarne stoczone w regionie miasta Imphal, stolicy stanu Manipur w północno-wschodnich Indiach pomiędzy marcem a czerwcem 1944 roku. Cesarska Armia Japońska próbowała zniszczyć siły alianckie pod Imphal i najechać na Indie w swojej ostatniej ofensywie w Azji w czasie II wojny światowej, ale została odparta i zepchnięta do Birmy z dużymi stratami. Wraz z toczoną w tym samym czasie bitwą o Kohimę, bitwa ta stała się punktem zwrotnym w trwającej od 1941 roku kampanii birmańskiej. Japońskie niepowodzenia pod Kohimą i Imphalem były największymi porażkami armii japońskiej w dotychczasowym biegu wojny i kosztowały Japończyków wiele ofiar poniesionych nie tylko w walkach, ale też w wyniku głodu, chorób i wycieńczenia, których doświadczyli żołnierze podczas odwrotu.

## Tło sytuacyjne

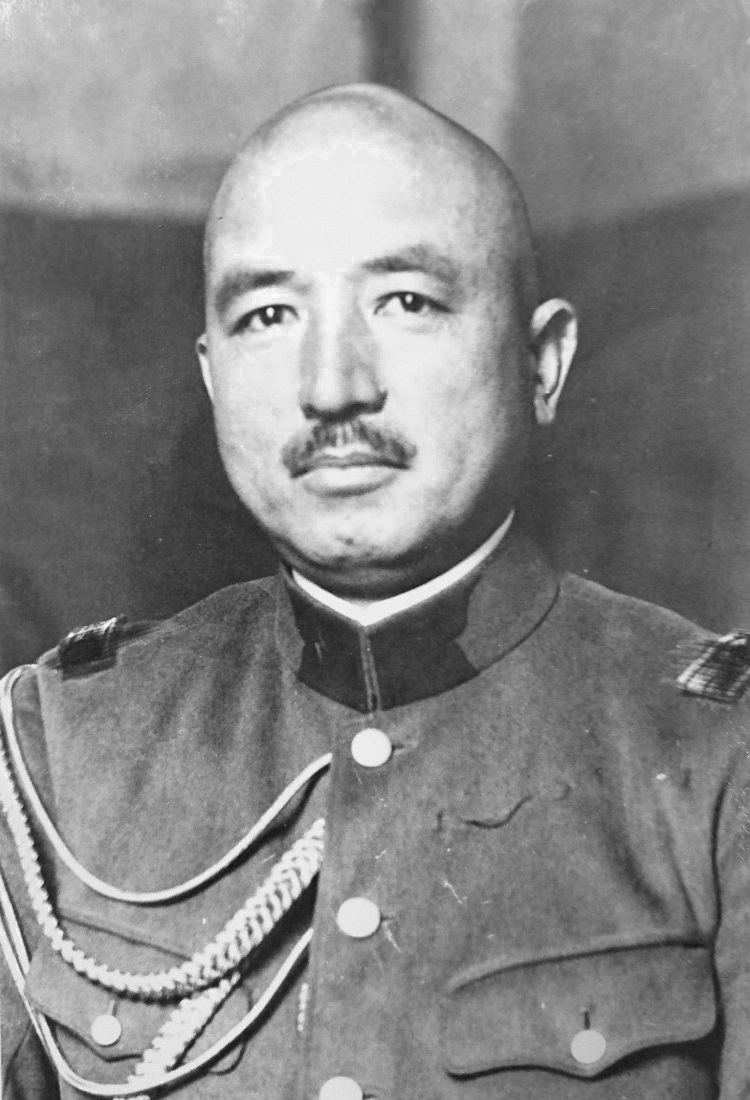
Gen. por. Renya Mutaguchi, dowódca japońskiej 15 Armii

W marcu 1943 roku japońskie dowództwo w Birmie zostało zreorganizowane. Nowa kwatera główna, Armia Obszaru Birmy, została przekazana pod dowództwo gen. por. Masakazu Kawabe. Jedną z podległych jej formacji, odpowiedzialną za środkową część frontu naprzeciwko Imphalu i Assam, była 15 Armia. Gen. por. Renya Mutaguchi został wyznaczony do dowodzenia tą armią w marcu 1943 roku i od chwili objęcia dowództwa stanowczo opowiadał się za nową inwazją na Indie. Motywy tego stanowiska wydają się niepewne. Mutaguchi odegrał znaczącą rolę w kilku zwycięstwach Japonii od czasu incydentu na moście Marco Polo w 1937 roku i wierzył, że jego przeznaczeniem jest wygranie bitwy decydującej o wyniku wojny. Mógł również zostać sprowokowany przez pierwszą wyprawę Czinditów, rajd za japońskimi liniami rozpoczęty przez Brytyjczyków pod dowództwem Orde’a Wingate’a na początku 1943 roku. Alianci szeroko nagłośnili w propagandzie udane aspekty wyprawy Wingate'a, ukrywając swoje straty spowodowane chorobami i wycieńczeniem, co prawdopodobnie doprowadziło Mutaguchiego i niektórych jego współpracowników do niedocenienia trudności terenowych, z którymi będą musieli się później zmierzyć.
Na początku 1944 roku Japończycy toczyli wojnę na kilku frontach. Zostali zepchnięci przez Amerykanów na środkową i południowo-zachodnią część Pacyfiku, a ich statki handlowe były atakowane przez alianckie łodzie podwodne i samoloty. W Azji Południowo-Wschodniej utrzymywali swoje linie przez cały poprzedni rok, lecz alianci przygotowywali kilka ofensyw z Indii i chińskiej prowincji Junnan do Birmy. W szczególności miasto Imphal w Manipur na granicy z Birmą zostało umocnione jako znacząca baza logistyczna aliantów, z lotniskami, obozami wojskowymi i składami zaopatrzenia. Imphal był połączony z jeszcze większą bazą w Dimapur w dolinie rzeki Brahmaputra drogą, która wiła się na odległości 160 km przez strome i zalesione wzgórza Naga.

### Japońskie plany ofensywne

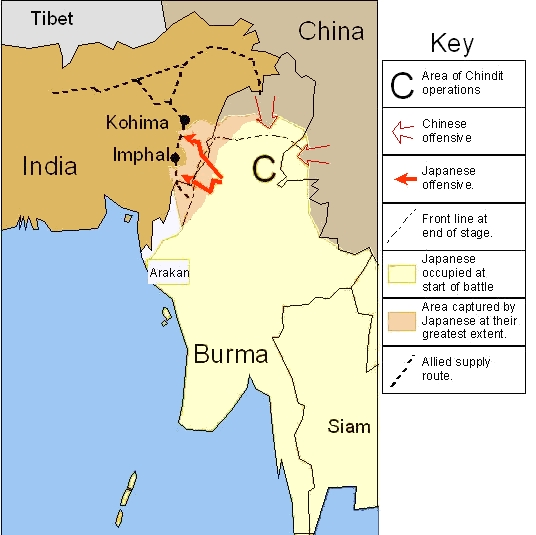
Mapa bitew o Imphal i Kohimę

Mutaguchi planował wykorzystać zdobycie Imphalu, aby dostać się do doliny Brahmaputry. Spowodowałoby to przerwanie alianckich linii komunikacyjnych w północnej Birmie, gdzie kierowane przez Amerykanów Dowództwo Północnego Obszaru Bojowego próbowało zbudować drogę Ledo łączącą Indie i Chiny drogą lądową oraz z lotniskami zaopatrującymi armię chińskich nacjonalistów pod przywództwem Czang Kaj-szeka przez most powietrzny nad Himalajami. Chociaż sztaby Armii Obszaru Birmy i Południowej Ekspedycyjnej Grupy Armii (naczelne dowództwo sił japońskich w południowo-wschodniej Azji i na południowym Pacyfiku) miały zastrzeżenia co do skali proponowanej operacji Mutaguchiego, ostatecznie przekonał ich jego osobisty upór. Ostatecznie premier Hideki Tōjō oraz Imperialna Kwatera Generalna zatwierdziły plan.
Mutaguchi zamierzał odizolować i zniszczyć alianckie jednostki na ich wysuniętych pozycjach, a następnie zdobyć Imphal. Jego plan nazwano U-Go, lub operacją C. W szczegółach:
- 33 Dywizja Piechoty pod dowództwem gen. por. Motoso Yanagidy miała otoczyć i zniszczyć 17 Dywizję Indyjską w Tiddim, a następnie zaatakować Imphal od południa;
- Grupa Bojowa Yamamoto, utworzona z jednostek odłączonych od japońskiej 33 i 15 Dywizji pod dowództwem gen. mjr. Tsunoru Yamamoto miała zniszczyć 20 Dywizję Indyjską w Tamu, a następnie zaatakować Imphal od wschodu. Siły te były wspierane przez 14 Pułk Czołgów, wyposażony w 66 różnego typu czołgów, pod rozkazami ppłk. Nobuo Ueda[5] i 3 Pułkiem Ciężkiej Artylerii pod dowództwem ppłk. Kazuo Mitsui[5];
- 15 Dywizja Piechoty pod dowództwem gen. por. Masafumiego Yamauchiego miała otoczyć Imphal od północy. Ta dywizja wciąż przybywała z prac przy budowie dróg w Tajlandii i na początku operacji była nieprzygotowana oraz zmęczona;
- w oddzielnej operacji pomocniczej 31 Dywizja Piechoty pod dowództwem gen. por. Kotoku Sato miała odizolować Imphal, zdobywając Kohimę na drodze Imphal – Dimapur, a następnie skierować się do Dimapur.

Pod naciskiem Subhasa Czandry Bosego, przywódcy Azad Hind (ruchu, który usiłował siłą obalić brytyjskie panowanie w Indiach przy wsparciu Japonii), Indyjska Armia Narodowa wniosła znaczący wkład w przyszłą operację. Pierwotnie Japończycy zamierzali używać kolaboracyjnych hinduskich jednostek tylko do rozpoznania i propagandy.
- Jednostki 1 Dywizji (początkowo Brygada Subhas lub 1 Pułk Partyzancki, pomniejszona o batalion wysłany do Arakanu) osłaniały lewą flankę natarcia 33 Dywizji;
- 2 Pułk Partyzancki został przyłączony później w bitwie do Grupy Bojowej Yamamoto[5][7];
- Grupa Służb Specjalnych, przemianowana na Grupę Bahadur, działała jako zwiadowcy i przecieracze szlaków wysuniętych jednostek japońskich w początkowych etapach ofensywy. Mieli oni za zadanie infiltrować linie brytyjskie i zachęcać jednostki British Indian Army do dezercji.

Wszyscy dowódcy dywizji Mutaguchiego w jakimś stopniu nie zgadzali się z tym planem. Sato nie ufał motywom Mutaguchiego, a Yanagida otwarcie szydził ze swojego szorstkiego przełożonego, nazywając go „głupcem”. Yamauchi był już bardzo chory i miał skłonności do fatalizmu. Ich główne zastrzeżenia dotyczyły podaży. Mutaguchi zakładał, że sukces zostanie osiągnięty w ciągu trzech tygodni, ale odpowiednie dostawy zapasów na front po tym okresie można było uzyskać tylko wtedy, gdyby Japończycy zajęli składy zaopatrzenia aliantów, ponieważ deszcze monsunowe, które zwykle padały od połowy maja, musiały spowodować to, że szlaki zaopatrzeniowe od rzeki Czinduin staną się prawie niemożliwe do przebycia. Ryzyko, jakie podejmował Mutaguchi, przynosiło efekty w przeszłości, ale nie można było powtórzyć tych sukcesów, biorąc pod uwagę niemal całkowitą przewagę w powietrzu aliantów na tym obszarze oraz poprawę morale i wyszkolenia żołnierzy brytyjskich i indyjskich. Mutaguchi zaproponował stosowanie racji żywnościowych jak za czasów Czyngis-chana, przeprawiając stada bawołów i bydła zebrane w całej północnej Birmie przez Czinduin jako porcje mięsa idące na własnych kopytach. Jednak większość zwierząt padła po drodze z braku paszy, a ich mięso zgniło wiele kilometrów od żołnierzy, których miały posilić.
Plan Mutaguchiego zawierał także inne słabości, które ujawniły się w miarę postępów kampanii. Japończycy zakładali, że Brytyjczycy nie będą w stanie używać czołgów na stromych wzgórzach porośniętych dżunglą wokół Imphalu. Dla ułatwienia ruchu wojsk i zaopatrzenia Japończycy zostawili w tyle większość swojej artylerii polowej, główną broń przeciwpancerną. W rezultacie ich żołnierze prawie nie mieli broni do walki z czołgami.
Opierając się na swoich doświadczeniach z kampanii na Malajach i w Singapurze oraz podczas japońskiego podboju Birmy na początku 1942 roku, Mutaguchi oceniał wojska brytyjskie i indyjskie jako z natury gorsze. Żołnierze wroga, których spotykał na początku wojny, byli na ogół słabo wyszkoleni i źle dowodzeni. Jednak po dwóch latach walk alianci w dużej mierze przezwyciężyli problemy administracyjne i organizacyjne, które sparaliżowały ich wczesne wysiłki w Birmie, a ich wojska były znacznie lepiej wyszkolone i zmotywowane.

### Alianckie przygotowania obronne

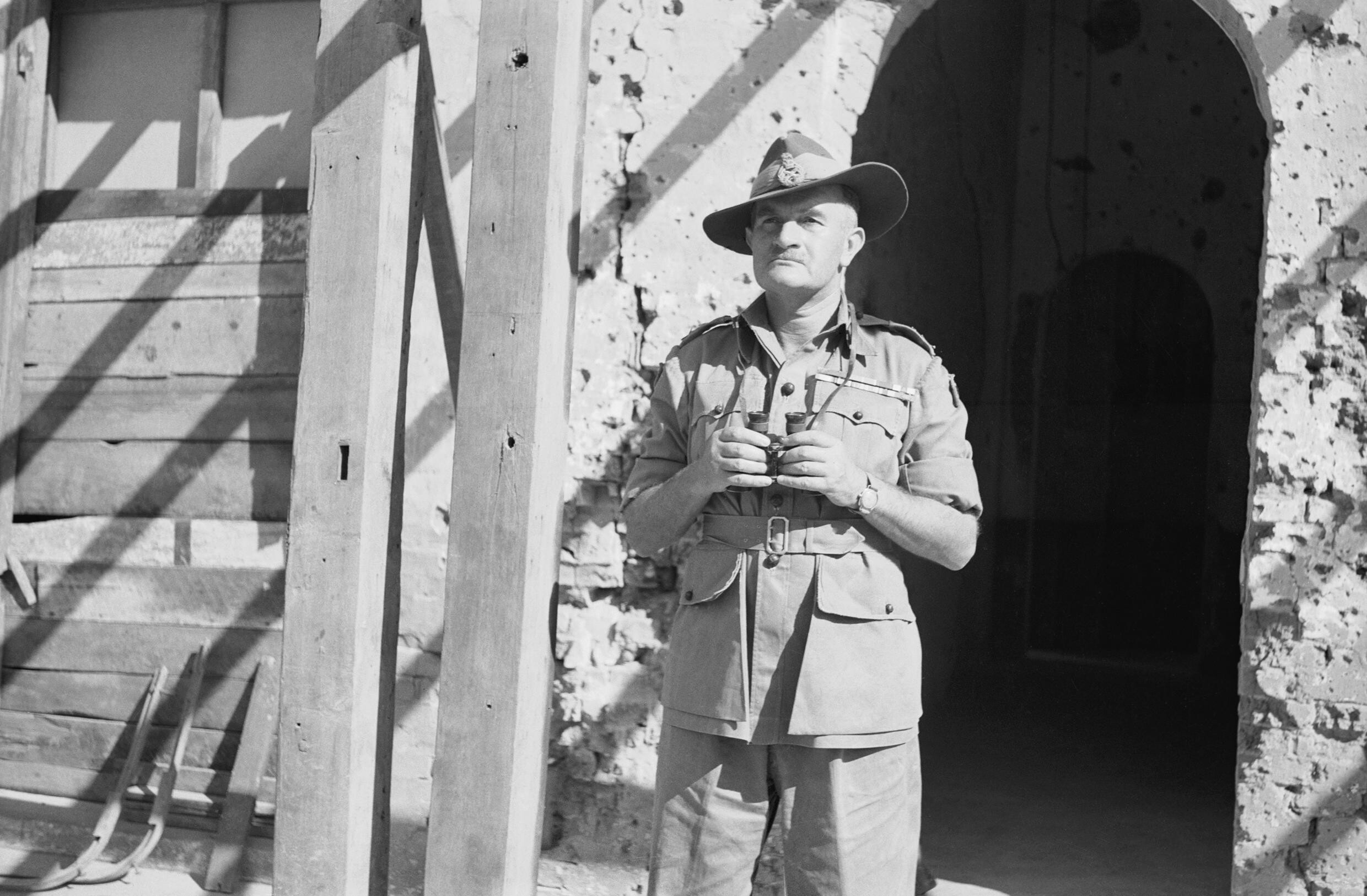
Gen. por. William Slim, dowódca 14 Armii

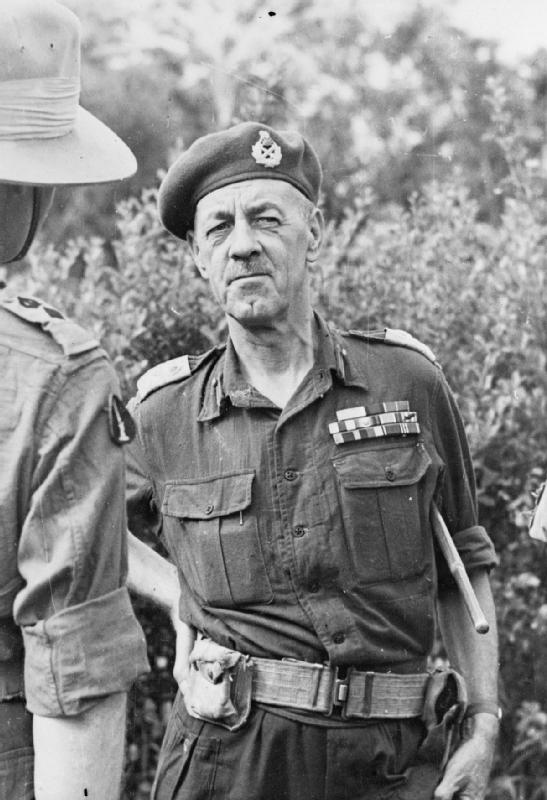
Gen. por. Geoffry Scoones, dowódca IV Korpusu

Imphal był utrzymywany przez IV Korpus pod dowództwem gen. por. Geoffry’ego Scoonesa. Korpus był częścią 14 Armii dowodzonej przez gen. por. Williama Slima. Ponieważ alianci planowali jako pierwsi przystąpić do ofensywy, jednostki korpusu zostały odrzucone prawie do rzeki Czinduin i rozdzielone, przez co były narażone na całkowitą izolację i otoczenie.
- Indyjska 20 Dywizja Piechoty pod dowództwem gen. mjr. Douglasa Graceya obsadzała Tamu, 110 kilometrów na południowy wschód od Imphalu. Dywizja nie była doświadczona, ale dobrze wyszkolona;
- Indyjska 17 Dywizja Piechoty pod dowództwem gen. mjr. Davida „Puncha” Cowana zajęła Tiddim, 243 kilometry na południe od Imphalu, na końcu długiej i niepewnej linii komunikacyjnej. Dywizja, która miała tylko dwie brygady, od grudnia 1941 roku działała na froncie tylko sporadycznie;
- Indyjska 23 Dywizja Piechoty pod dowództwem gen. mjr. Ouvry Robertsa znajdowała się w rezerwie w okolicach Imphalu. Służyła na froncie pod Imphalem przez dwa lata i była poważnie osłabiony w wyniku chorób endemicznych, takich jak malaria i tyfus.
- Indyjska 50 Brygada Spadochronowa pod dowództwem bryg. Maxwella Hope-Thompsona znajdowała się na północ od Imphalu, prowadząc zaawansowane szkolenie w dżungli;
- w okolicach Imphalu stacjonowała również indyjska 254 Brygada Czołgów pod dowództwem bryg. R.L. Scoonesa.

Indyjskie dywizje składały się z personelu brytyjskiego i indyjskiego. W każdej brygadzie był co do zasady jeden brytyjski, jeden gurkhijski i jeden batalion indyjski, chociaż dwa brygady (37 Brygada w 23 Dywizji i 63 Brygada w 17 Dywizji) składały się w całości z jednostek gurkhijskich. Każda dywizja była wspierana przez dwa pułki artylerii polowej (zwykle brytyjskiej) i jeden pułk indyjskiej artylerii górskiej.

### Preludium
Pod koniec lutego został przeprowadzony lokalny japoński kontratak na indyjski XV Korpus w Arakanie, przy użyciu tej samej taktyki, jaką proponował Mutaguchi. Atak nie powiódł się, gdy alianckie samoloty zrzuciły na spadochronach zaopatrzenie swoim żołnierzom, pozwalając im utrzymać się na pozycjach, podczas gdy atakującym Japończykom skończyły się zapasy. Od tego momentu alianci mieli w coraz większym stopniu polegać na swoich samolotach transportowych. Japończycy nieoczekiwanie napotkali też kilka indyjskich czołgów, przeciwko którym słabo wyposażona piechota była bez szans. Planowanie operacji U-Go było już jednak zbyt daleko zaawansowane, aby uwzględnić te zmiany.
Podczas gdy Japończycy przygotowywali się do ataku, alianci rozpoczęli fazę powietrznodesantową (operacja Thursday) drugiej wyprawy Czinditów 5 marca 1944 roku. Japońscy oficerowie, tacy jak gen. mjr Noburo Tazoe, dowodzący jednostkami Sił Powietrznych Armii Japońskiej w Birmie, wezwał Mutaguchiego do zrezygnowania z nowej ofensywy i przerzucenia wojsk, aby zabezpieczyć japońskie tyły przed Czinditami. Mutaguchi odrzucił jednak te obawy, twierdząc, że za kilka tygodni zajmie bazy lotnicze, z których zaopatrywano Czinditów.

## Początkowe fazy bitwy

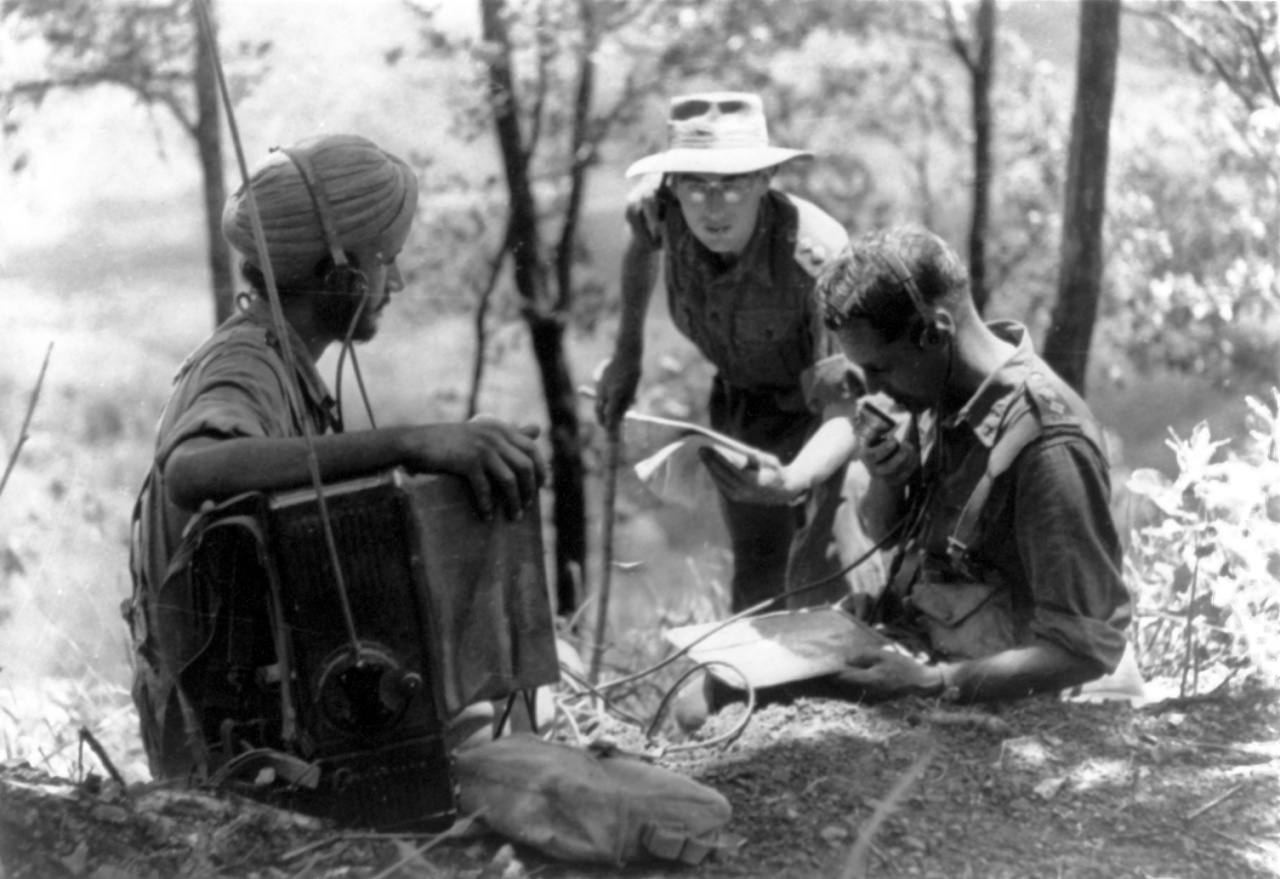
Sikhijski sygnalista na froncie pod Imphalem obsługuje radio bezprzewodowe z brytyjskimi oficerami, nasłuchując patroli zgłaszających japońskie pozycje

Kiedy otrzymali informacje, że zbliża się duża, japońska ofensywa, Slim i Scoones planowali wycofać swoje wysunięte dywizje na równinę Imphalu i zmusić Japończyków do walki na krańcu ich nadmiernie wydłużonych i trudnych linii zaopatrzeniowych. Jednak źle ocenili datę ataku Japończyków i siłę, której użyją przeciwko niektórym celom. Wojska japońskie zaczęły przekraczać rzekę Czinduin 8 marca. Scoones wydał swoim wysuniętym oddziałom rozkaz wycofania się do Imphalu dopiero 13 marca.

### Tamu – Shenam
Indyjska 20 Dywizja utrzymywała Tamu nad rzeką Czinduin, a także w Moreh niedaleko na północ, gdzie utworzono duży skład zaopatrzenia. 20 marca doszło do starcia między sześcioma czołgami M3 Grant 3 Pułku Carabiniers i sześcioma czołgami Typ 95 Ha-Go prowadzącymi natarcie Grupy Bojowej Yamamoto z południa. Lekkie japońskie czołgi zostały zniszczone. Pełniący obowiązki dowódcy dywizji Douglas Gracey był przeciwny wycofaniu się, ale 25 marca otrzymał rozkaz odłączenia części swojej dywizji, aby zapewnić rezerwę dla IV Korpusu. Ponieważ dywizja była zbyt słaba, by utrzymać Tamu i Moreh jednocześnie, alianci wycofali się na Shenam Saddle, kompleks wzgórz, przez które przebiegała droga Imphal – Tamu. Skład w Moreh został podpalony, aby nie oddać go Japończykom, zabito też 200 sztuk bydła. Dywizja wycofywała się bez większych trudności, głównie dlatego, że dwa bataliony Grupy Bojowej Yamamoto z japońskiej 15 Dywizji (2. batalion 51 Pułku i 3. batalion 60 Pułku) zostały opóźnione w Indaw w północnej Birmie przez Czinditów i nie mogły zostać przerzucone na front.

### Tiddim – Bishenpur
Dalej na południe indyjska 17 Dywizja została odcięta przez japońską 33 Dywizję. Patrole z dywizji i V Force (nieregularnych sił złożonych z opłacanych miejscowych mieszkańców i partyzantów) ostrzegły Cowana o japońskich siłach zbliżających się na tyły dywizji już 8 marca, pozwalając mu przegrupować dywizję, aby chronić jej tyły. 13 marca japoński 215 Pułk zaatakował składowisko zaopatrzenia w miejscu oznaczonym Milestone 109, 32 km za pozycjami czołgów Cowana, podczas gdy japoński 214 Pułk zajął Tongzang i grzbiet zwany Tuitum Saddle po drugiej stronie drogi, kilka kilometrów za głównymi pozycjami indyjskiej 17 Dywizji.
Dywizja indyjska zaczęła się wycofywać 14 marca. W Tuitum Saddle japoński 214 Pułk nie był w stanie prawidłowo okopać się, zanim 15 marca zaatakowała go indyjska 48 Brygada Piechoty. Japończycy ponieśli ciężkie straty i zostali zmuszeni do opuszczenia pozycji. Skład zaopatrzenia w Milestone 109 został odzyskany przez wojska indyjskie 25 marca. Cowan podjął kroki, aby zabezpieczyć najbardziej wrażliwy punkt na tyłach swojej dywizji, most na rzece Manipur. Tylna straż dywizji przekroczyła bezpiecznie rzekę 26 marca, wysadzając za sobą most. Dywizja zabrała także większość pojazdów, żywności i amunicji z magazynu w Milestone 109 przed wznowieniem odwrotu.
Zarówno dywizja japońska, jak i indyjska poniosły ciężkie straty. Yanagida, dowódca japońskiej 33 Dywizji, był już wcześniej pesymistą i najwyraźniej zdenerwowała go zniekształcona wiadomość radiowa, która sugerowała, że jeden z jego pułków został zniszczony w Tongzang. Dlatego nie naciskał na pościg za 17 Dywizją i pomimo upomnień ze strony Mutaguchiego, postępował ostrożnie.
Scoones został jednak zmuszony do wysłania większości swojej jedynej rezerwy, indyjskiej 23 Dywizji Piechoty, na pomoc 17 Dywizji. Dwie dywizje, zaopatrzone w zrzuty spadochronowe z samolotów alianckich, powróciły na równinę Imphalu, do której dotarły 4 kwietnia.

### Sangshak – Litan
W tym samym czasie Imphal był narażony na ataki japońskiej 15 Dywizji. Jedyna siła, która pozostawiono do osłaniana północnych podejść do bazy, indyjska 50 Brygada Spadochronowa, została brutalnie pokonana w bitwie pod Sangshak przez pułk japońskiej 31 Dywizji w drodze do Kohimy. Japoński 60 Pułk przeciął główną drogę kilka kilometrów na północ od Imphalu 28 marca, podczas gdy 51 Pułk posuwał się na Imphal z północnego wschodu, w dół doliny rzeki Iril i szlakiem od Litanu, 37 km na północny wschód od Imphalu.
Jednak wcześniejszy atak dywersyjny przeprowadzony przez japońską 55 Dywizję w Arakanie już się nie powiódł. Adm. Louis Mountbatten, naczelny dowódca sił alianckich w Azji Południowo-Wschodniej, podjął kroki w celu odłączenia części samolotów przydzielonych do mostu powietrznego dla Chin i przeznaczania ich do operacji we wschodnich Indiach. Slim był w stanie użyć tych maszyn do przeniesienia doświadczonej bojowo indyjskiej 5 Dywizji Piechoty, w tym całej jej artylerii i pierwszoliniowych środków transportu (jeepów i mułów) drogą powietrzną z Arakanu na centralną część frontu. Przerzut dywizji został zakończony w zaledwie jedenaście dni. Jedna brygada i pułk artylerii górskiej skierowano do Dimapur w dolinie Brahmaputry, lecz pozostałe dwie brygady, artyleria polowa i kwatera główna dywizji udały się do Imphalu. Wysunięte oddziały dywizji walczyły na północ i wschód od Imphalu od 3 kwietnia.

### Góry Czin
Na lewym skrzydle wojsk japońskich, Brygada Subhas z Indyjskiej Armii Narodowej, dowodzona przez Shaha Nawaza Khana, dotarła pod koniec marca do krawędzi gór Czin poniżej Tiddim i Fort White. Z tej pozycji 2. batalion wysłał pojedyncze kompanie w celu odciążenia sił japońskich pod Falam i Hakha, skąd z kolei siły Khana wysyłały patrole i zastawiły zasadzki na miejscowych partyzantów dowodzonych przez brytyjskiego oficera, ppłk. Oatesa, biorąc pewną liczbę jeńców. W połowie maja siły pod dowództwem adiutanta Khana, Mahbooba „Boobie” Ahmeda, zaatakowały i zajęły twierdzę Klang Klang na szczycie wzgórza. W międzyczasie 3. batalion przeniósł się do obszaru Fort White – Tongzang, spodziewając się przedwczesnego zniszczenia indyjskiej 7 Dywizji Piechoty gen. mjr. Franka Messervy’ego w Arakanie, co pozwoliłoby jej przyjąć nowych, hinduskich ochotników.
Podczas wczesnej części ofensywy, Grupa Bahadur z Indyjskiej Armii Narodowej najwyraźniej odniosła pewien sukces w nakłanianiu żołnierzy British Indian Army do dezercji.

## Pat
Od początku kwietnia Japończycy atakowali równinę Imphalu z kilku kierunków:

### Bishenpur
Japońska 33 Dywizja zaatakowała od południa w Bishenpur, gdzie przecięła drugorzędną trasę z Silcharu na równinę. Rajd komandosów doprowadził na zniszczenia wiszącego mostu, przez co trasa silcharska stała się bezużyteczna. Indyjskie 17 i 23 Dywizje przegrupowywały się po odwrocie, a Bishenpur było utrzymywane tylko przez indyjską 32 Brygadę Piechoty (odłączoną od 20 Dywizji). Japończycy przedarli się przez wzgórza na zachód od Bishenpur, niemal izolując Brytyjczyków w wiosce, ale bardzo ucierpieli od brytyjskiego ognia artyleryjskiego. Ich wysunięte oddziały zostały zatrzymane przez brak zaopatrzenia zaledwie 16 km od Imphalu. Inne siły japońskie posuwające się bezpośrednio drogą Tiddim – Imphal zostały zatrzymane w Potsangbam 3,2 km na południe od Bishenpur, gdy oddziały indyjskiej 17 Dywizji ponownie dołączyły do walki.
Yanagida, dowódca japońskiej 33 Dywizji, nadmiernie rozwścieczył Mutaguchiego swoją ostrożnością. Ostatecznie pod koniec miesiąca został zwolniony ze stanowiska.

### Shenam – Palel

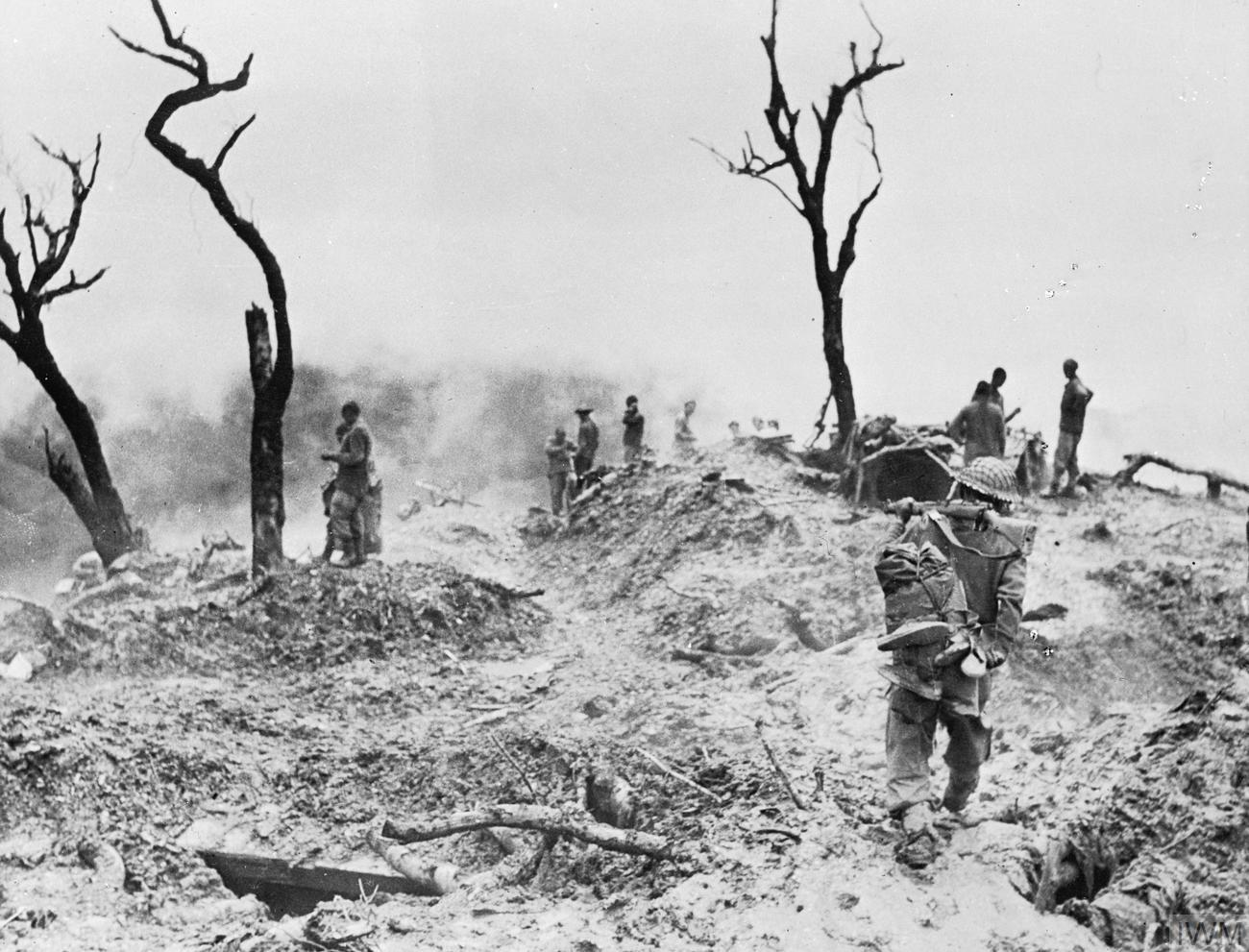
Scraggy Hill (znane Japończykom jako Ito Hill) na przełęczy Shenam, zdobyte przez 4/10 Pułk Gurkhów

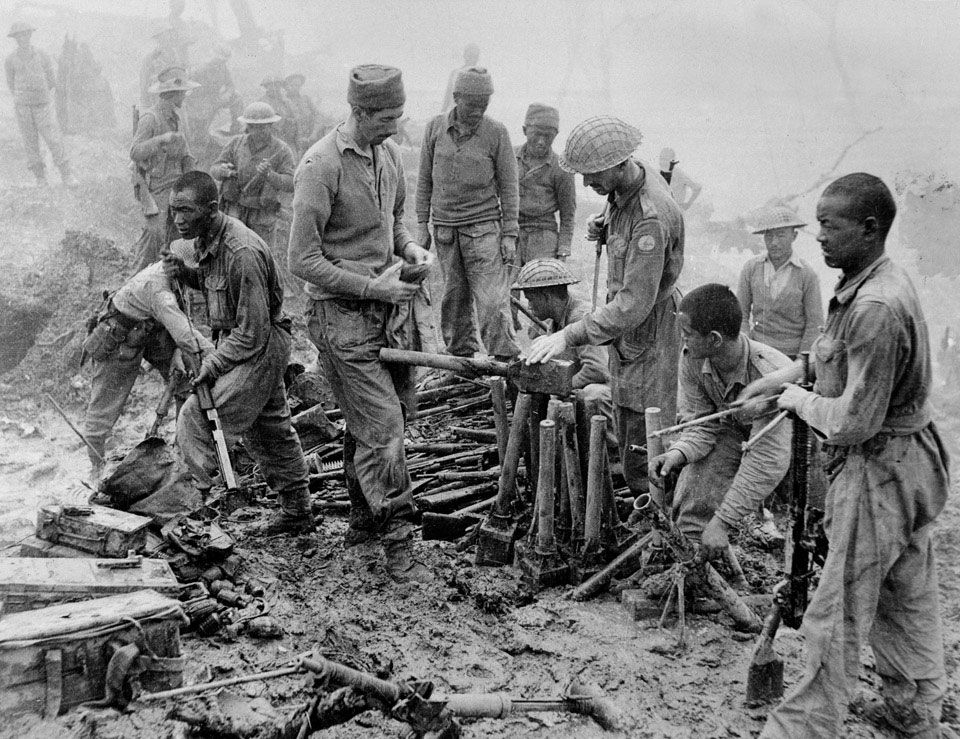
Żołnierze indyjscy oglądają zdobyczne japońskie uzbrojenie, 1944 rok

Grup Bojowa Yamamoto zaatakowała przełęcz Shenam, bronioną przez główne oddziały indyjskiej 20 Dywizji, na głównej drodze z Tamu do Imphalu. Była to jedyna utwardzona droga w rejonie, z której mogli korzystać Japończycy, i dlatego ważne było dla nich przebicie się w tym miejscu, aby czołgi Grupy Bojowej Yamamoto i ciężka artyleria mogły zaatakować główne umocnienia wokół samego Imphalu. Zaledwie kilka kilometrów na północ od przełęczy znajdowało się lotnisko Palel, jedno z dwóch lotnisk na równinie przystosowane do pracy w każdych warunkach pogodowych, niezbędne dla obrońców.
Japoński atak 4 kwietnia był chaotyczny; piechota nie była gotowa do wsparcia czołgów i dwanaście japońskich maszyn zostało zniszczonych na drodze przez brytyjskie działa przeciwpancerne. Od 8 do 22 kwietnia toczyły się ciężkie walki o pięć szczytów, które górowały nad drogą na wschód od przełęczy. Japończycy zdobyli kilka z nich, lecz indyjskie i brytyjskie kontrataki pozwoliły odzyskać część utraconych wzgórz. Straty po obu stronach były wysokie.
Po nieudanej próbie przebicia się drogą, Yamamoto wysłał żołnierzy przez nierówny teren na północ od przełęczy, aby zaatakowali lotnisko Palel. Brygada Gandhiego lub 2 Pułk Partyzancki Indyjskiej Armii Narodowej, składająca się z dwóch batalionów dowodzonych przez Inayata Kiyaniego, wziął udział w tym ataku. 28 kwietnia Hindusi zaatakowali Palel. Próbowali skłonić niektórych hinduskich żołnierzy armii brytyjskiej do poddania się, ale obrońcy stawili opór po początkowym wahaniu się. Inny oddział kolaboracyjnej armii indyjskiej niszczył alianckie instalacje wojskowe wokół lotniska Palel, ale wycofał się po tym, jak nie udało mu się połączyć z jednostkami japońskimi. Brygadzie Gandhiego brakowało racji żywnościowych, ponieważ niosła ze sobą zapasy tylko na jeden dzień, a ponadto straciła 250 żołnierzy w wyniku ostrzału artyleryjskiego po wycofaniu się z Palel.

### Kanglatongbi – Nungshigum
Japońska 15 Dywizja otoczyła Imphal od północy. Jej 60 Pułk zdobył brytyjski skład zaopatrzenia w Kanglatongbi na głównej drodze Imphal – Dimapur, kilka kilometrów na północ od Imphal, lecz magazyn został wcześniej opróżniony z żywności i amunicji.
Pojedynczy batalion z japońskiego 51 Pułku (dowodzony przez płk. Kimio Omoto) zajął kluczowy grzbiet Nungshigum, który góruje nad głównym pasem startowym w Imphalu. Stanowiło to poważne zagrożenie dla IV Korpusu i dlatego 13 kwietnia indyjska 5 Dywizja przeprowadziła kontratak, wspierany przez naloty z powietrza, zmasowany ostrzał artyleryjski i czołgi M3 Lee ze szwadronu B 3 Pułku Carabiniers. Japończycy spodziewali się, że zbocza są zbyt strome, aby czołgi mogły na nie wjechać, i rzeczywiście czołgi Lee nigdy wcześniej nie zostały wykorzystane na takich pochyłościach w warunkach bojowych. Japoński pułk miał jednak bardzo mało skutecznej broni przeciwpancernej, a jego wojska zostały wyparte z grzbietu z ciężkimi stratami. Atakujący również mocno ucierpieli; każdy oficer 3 Pułku Carabiniers i każdy atakujący żołnierz z 1. batalionu 17 Pułku Dogra został zabity lub ranny.

## Aliancka kontrofensywa

### Północ

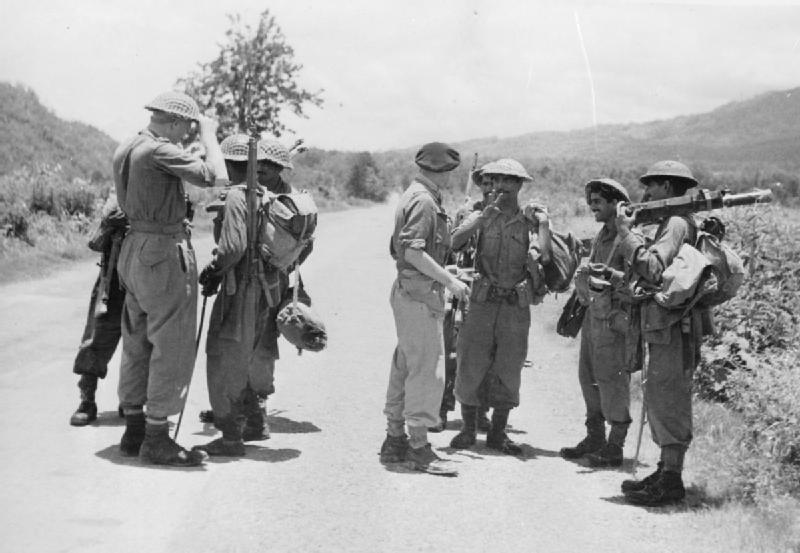
Oddziały indyjskiej 5 Dywizji i brytyjskiej 2 Dywizji spotykają się na Milestone 109, znosząc oblężenie Imphalu

Do 1 maja wszystkie japońskie ataki ustały. Slim i Scoones rozpoczęli kontrofensywę przeciwko japońskiej 15 Dywizji. Ta dywizja była najsłabszą z japońskich formacji i jeśli zostałaby pokonana, oznaczałoby to przerwanie oblężenia (po odbiciu Kohimy). Przebieg kontrataku był powolny. Rozpoczynały się deszcze monsunowe, co utrudniło poruszanie się. IV Korpus cierpiał również na niedobory zaopatrzenia. Chociaż racje żywnościowe i posiłki były dostarczane do Imphalu drogą powietrzną, amunicję artyleryjską trzeba było oszczędzać.
Indyjska 5 Dywizja (do której dołączyła indyjska 89 Brygada Piechoty, mająca zastąpić brygadę wysłaną na Kohimę) oraz 23 Dywizja (później zastąpiona przez 20 Dywizję) próbowały zająć strome zbocza, takie jak Mapao Spur, utrzymywane przez Japończyków, ale okazało się, że są one prawie nie do zdobycia. Artyleria aliancka zwykle nie była w stanie trafić japońskich pozycji na przeciwnych zboczach, a piechota aliantów częsta szturmowała szczyty grzbietów tylko po to, by chwilę później zostać stamtąd wyparta ostrzałem moździerzy i granatami ręcznymi rzucanymi z pozycji na zajętym przez wroga przeciwległym stoku. IV Korpus przegrupował się. Indyjska 23 Dywizja przejęła obronę przełęczy Shenam, podczas gdy od końca maja 5 Dywizja koncentrowała się na natarciu na północ od Sengmai główną drogą przez Kanglatongi, podczas gdy indyjska 20 Dywizja posuwała się wzdłuż torów i rzeki Iril w kierunku Litan i Ukhrul, zagrażając liniom zaopatrzeniowym japońskiej 15 Dywizji.
W tym czasie Japończycy byli już u kresu swojej wytrzymałości. Ani 31 Dywizja, która walczyła pod Kohimą, ani 15 Dywizja nie otrzymały wystarczających zapasów od początku ofensywy, a ich wojska przymierały głodem. Gen. por. Sato, dowódca 31 Dywizji, zarządził odwrót pod koniec maja, aby jego dywizja mogła znaleźć jakąś żywność. Pozwoliło to indyjskiemu XXXIII Korpusowi wypędzić Japończyków z Kohimy i posunąć się na południe.
Oddziały japońskiej 15 Dywizji zostały zmuszone do porzucenia swoich pozycji obronnych, aby szukać zapasów w okolicznych wioskach lub na japońskich liniach komunikacyjnych. Mutaguchi zwolnił śmiertelnie chorego Yamauchiego (zastępując go gen. por. Uichi Shibatą), ale to nie zmieniło sytuacji. Po pokonaniu tylnych straży Grupy Miyazaki (samodzielnego oddziału wydzielonego z 31 Dywizji) i wyparciu japońskiego 60 Pułku z jego straconych pozycji na drodze Dimapur – Imphal, czołowe oddziały IV i XXXIII Korpusu spotkały się 22 czerwca na Milestone 109, 16 km na północ od Imphalu, a oblężenie Imphalu zostało ostatecznie zniesione.

### Południe
Na południe od Imphalu indyjska 17 Dywizja wróciła do linii, stając naprzeciwko japońskiej 33 Dywizji. W pierwszej połowie maja miało miejsce kilka japońskich ataków powietrznych na Bishenpur i ciężkie walki o wioskę Potsangbam 3,2 km na południe, w których Brytyjczycy stracili 12 czołgów. Ocalałe załogi 3 Pułku Carabiniers zostały później ewakuowane z Imphalu w celu odtworzenia jednostki w Indiach.
Gen. mjr Cowan planował przełamać impas na tym froncie, wysyłając indyjską 48 Brygadę Piechoty szerokim, lewym łukiem na tyły japońskiej dywizji, podczas gdy indyjska 63 Brygada Piechoty zaatakowała ich frontalnie. Tymczasowy dowódca japońskiej dywizji (jej szef sztabu, gen. mjr Tetsujiro Tanaka) planował w tym samym czasie dokonać infiltracji przez front indyjskiej 17 Dywizji, aby przejąć ważne cele pośrodku indyjskich pozycji. Oba manewry zostały uruchomione prawie jednocześnie.
Gurkhowie z indyjskiej 48 Brygady przecięli drogę za Japończykami 18 maja, ale 63 Brygada nie była w stanie się do nich przebić, w wyniku czego 48 Brygada została zmuszona do przebicia się z powrotem przez pozycje japońskie, aby powrócić do dywizji, ponosząc ciężkie straty. W międzyczasie część żołnierzy Tanakiego (214 Pułk) 20 maja zdobyła wzgórza w pobliżu kwatery głównej 17 Dywizji. Z powodu wtargnięcia na ich tyły oddziałów alianckich Japończycy nie byli jednak w stanie wzmocnić swoich wysuniętych oddziałów, a w ciągu następnego tygodnia odizolowane oddziały japońskie zostały wyparte ze swoich pozycji w środku sektora indyjskiej dywizji, co spowodowało zniszczenie wielu jednostek japońskich.
Nowy, silny dowódca, gen. por. Nobuo Tanaka, 22 maja objął dowództwo nad 33 Dywizją i zarządził powtarzające się ataki, które zredukowały wiele batalionów jego dywizji do zaledwie garstki ludzi. W czerwcu otrzymał posiłki (pułk z 53 Dywizji i niewielki oddział z 14 Pułku Czołgów), które wykorzystał je do kolejnego ataku. Po początkowym sukcesie świeży pułk poniósł ciężkie straty w wyniku ostrzału artyleryjskiego. Do końca czerwca 33 Dywizja poniosła tyle ofiar, że nie mogła już dalej prowadzić działań bojowych.
Grupa Bojowa Yamamoto również poniosła ciężkie straty, ale przed wycofaniem się, w pierwszym tygodniu lipca przeprowadziła dwa skromne rajdy na lotnisko Palel, niszcząc kilka samolotów na ziemi i w hangarach.

### Operacje Indyjskiej Armii Narodowej
Pod koniec maja 1 i 2 Pułk Partyzancki Indyjskiej Armii Narodowej (ten ostatni dowodzony przez Malika Munawara Khana Awana) został przekierowany na Kohimę. Hindusi ruszyli na północ przez japońskie tyły, ale zanim dotarli do Ukhrul, Japończycy już się wycofali. Zamiast tego kolaboranci zdecydowali się zaatakować Imphal. W Imphalu obie jednostki hinduskie walczące po przeciwnych stronach ucierpiały z powodu dezercji, ale nie na taką skalę, jakiej spodziewało się dowództwo brytyjskie.

## Koniec bitwy

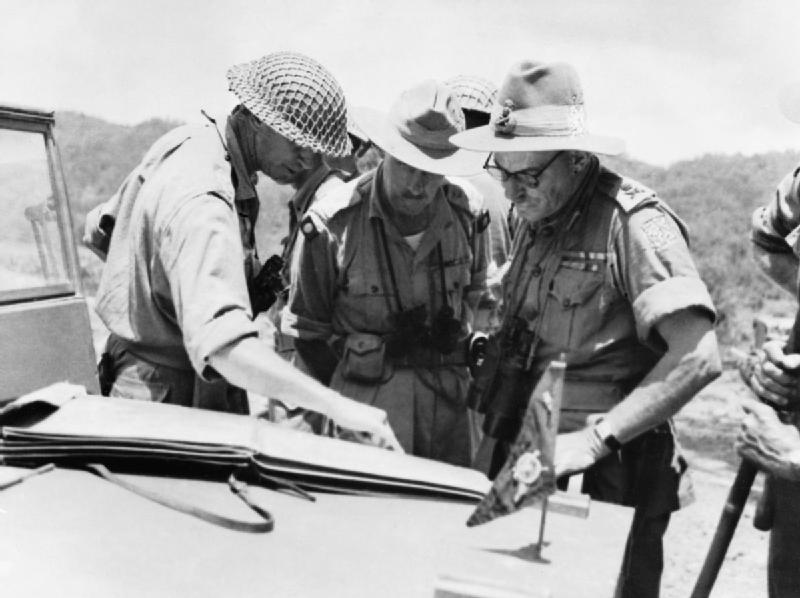
Gen. Montagu Stopford (z prawej) rozmawia z innymi brytyjskimi oficerami nad mapą po otwarciu drogi Imphal – Kohima

Japończycy zdali sobie sprawę, że operację należy przerwać już w maju. Gen. por. Hikosaburo Hata, zastępca szefa Sztabu Generalnego, odbył pod koniec kwietnia wizytę w kwaterze głównej Armii Południowej. Kiedy wrócił do Tokio, pesymistycznie relacjonował wynik operacji na dużym spotkaniu sztabowym z premierem Hideki Tōjō, ale ten odrzucił jego obawy, ponieważ ich źródłem był młodszy oficer sztabowy (mjr Masaru Ushiro, w dowództwie Armii Obszaru Birmy). Wiadomości zostały wysłane z Imperialnej Kwatery Głównej, wzywając, aby operacja trwała do końca.
Gen. por. Kawabe udał się na północ z Rangunu, aby osobiście monitorować sytuację 25 maja. Kilku oficerów, z którymi rozmawiał, było przekonanych o powodzeniu operacji, jeśli uda się zapewnić posiłki, lecz w rzeczywistości ukrywało swoje straty i powagę sytuacji. Na spotkaniu Mutaguchiego i Kawabe 6 czerwca obaj użyli haragei, niewerbalnej formy komunikacji za pomocą gestów, ekspresji i tonu głosu, aby wyrazić przekonanie, że sukces jest niemożliwy, ale żaden z nich nie chciał wziąć na siebie odpowiedzialności za rozkaz odwrotu. Kawabe niedługo potem zachorował na czerwonkę i być może fizycznie był niezdolny do służby. Mimo to zarządził powtarzające się ataki, stwierdzając później, że Bose był kluczem do przyszłości Japonii i Indii.
Mutaguchi rozkazał japońskiej 31 Dywizji, która wycofała się z Kohimy w obliczu zagrożenia głodem, aby dołączyła do 15. Dywizji w ponownym ataku na Imphal z północy. Żaden oddział nie wykonał rozkazu, nie będąc w stanie do niego przystąpić. Kiedy Mutaguchi zdał sobie sprawę, że żadna z jego formacji nie wykonuje rozkazów ataku, ostatecznie nakazał przerwanie ofensywy 3 lipca. Japończycy, w wielu przypadkach zredukowani do zdezorganizowanych grupek maruderów, cofnęli się za rzekę Czinduin, porzucając artylerię, środki transportu i wielu żołnierzy zbyt ciężko rannych lub chorych, aby mogli chodzić. Alianci odzyskali Tamu pod koniec lipca. Znaleźli tam 550 niepogrzebanych japońskich zwłok, a pośród nich leżących 100 umierających rannych.

## Analiza

### Straty
Japońska porażka pod Kohimą i Imphalem była największą do tego czasu klęską armii japońskiej w II wojnie światowej. Atakujący ponieśli 54 879 ofiar, w tym 13 376 zabitych (plus 920 ofiar we wcześniejszych walkach pod Assam). Większość tych strat była wynikiem głodu, chorób i wycieńczenia.
Alianci stracili 12 603 ludzi.

### Następstwa
Japończycy stracili również prawie wszystkie z 12 000 koni pociągowych i mułów w swoich jednostkach transportowych oraz 30 000 sztuk bydła wykorzystywanego jako zwierzęta juczne lub chodzące racje żywnościowe oraz wiele ciężarówek i innych pojazdów. Utrata zwierząt jucznych miała sparaliżować kilka ich oddziałów również w następnym roku. Mutaguchi podczas bitwy zwolnił wszystkich dowódców swoich dywizji. Na końcu zarówno on, jak i Kawabe zostali całkowicie pozbawieni dowództwa.
W grudniu Slim i trzej dowódcy jego korpusów (Scoones, Christison i Stopford) otrzymali szlachectwo od wicekróla Lorda Wavella podczas ceremonii w Imphalu przed frontem pułków szkockich, gurkhijskich i pendżabskich. Slim został odznaczony Orderem Łaźni, pozostali Orderem Imperium Brytyjskiego.

### Operacje lotnicze nad Imphalem

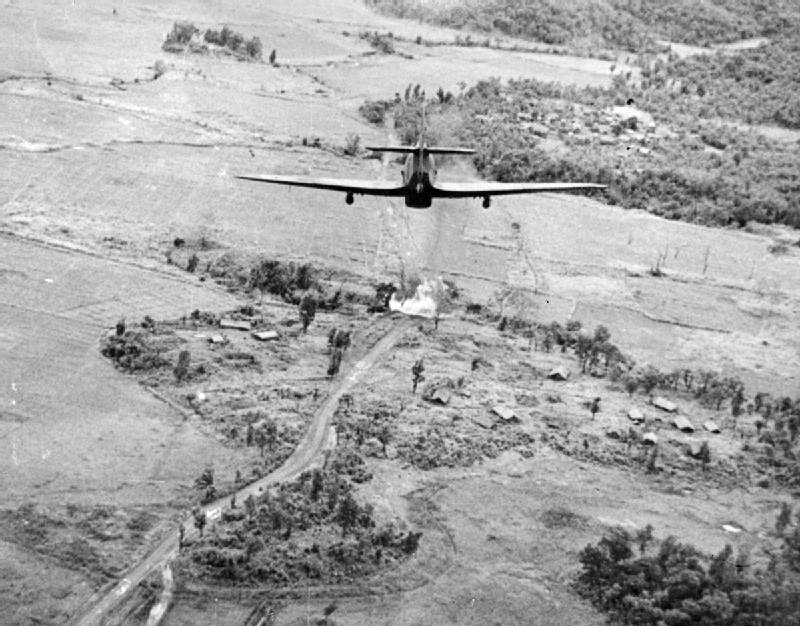
Hawker Hurricane Mark IV atakuje japońskie pozycji na drodze pod Tiddim

W połowie 1944 roku lotnictwo alianckie cieszyło się niekwestionowaną przewagą powietrzną nad Birmą. Ostatni poważny wysiłek sił powietrznych armii japońskiej miał miejsce nad Arakanem w lutym i marcu, w wyniku czego Japończycy ponieśli poważne straty. Podczas bitew Imphal i Kohimę byli w stanie wykonać zaledwie sześć znaczących nalotów.
IV Korpus cieszył się bliskim wsparciem lotniczym ze strony maszyn 221 Grupy RAF. Brytyjskie bombowce bombardujące i średnie bombowce ostrzeliwały i bombardowały koncentracje sił wroga, polowe składy zaopatrzenia, transport, drogi i mosty aż do rzeki Czinduin. Monsun, który występował co roku od maja do września, w żaden sposób nie zmniejszył aktywności lotnictwa. Third Tactical Air Force RAF zwiększyła swój wskaźnik lotów do 24 000 podczas najgorszych czterech miesięcy monsunu, prawie sześć razy więcej niż poprzedniego roku o tej samej porze.
Jednak największy wkład w zwycięstwo aliantów miały zarówno brytyjskie, jak i amerykańskie samoloty transportowe. Alianci mogli przewozić ludzi, sprzęt i zapasy na lądowiska w Imphalu (a także w Pallel, aż do nadejścia deszczów monsunowych), więc miasto, choć odcięte od lądu, nie było pozbawione zaopatrzenia. Pod koniec bitwy lotnictwo alianckie przetransportowało 19 000 ton zaopatrzenia i 12 000 ludzi do Kohimy i Imphalu oraz ewakuowało 13 000 rannych i 43 000 członków personelu niebojowego. Wśród zapasów przewiezionych podczas oblężenia było ponad milion galonów paliwa, ponad tysiąc worków z pocztą i 40 milionów papierosów. Z uwagi na to, że kilka tysięcy mułów zostało wykorzystanych do zaopatrzenia odległych placówek, np. indyjskiej 17 Dywizji na szlaku Bishenpur, podczas oblężenia dostarczano również paszę dla zwierząt. Samoloty alianckie mogły zrzucać amunicję, racje żywnościowe, a nawet wodę pitną dla okrążonych jednostek.
Na początku bitwy Dowództwo Azji Południowo-Wschodniej dysponowało 76 samolotami transportowymi (głównie C-47 Skytrain), ale wiele z nich było zaangażowanych w zaopatrywanie sił nacjonalistycznych Czang Kaj-szeka w Chinach za pośrednictwem mostu powietrznego. Nawet adm. Louis Mountbatten, naczelny dowódca, nie miał uprawnień do dysponowania którymkolwiek z tych samolotów, ale w kryzysie w czasie bitwy w połowie marca zrobił to, kierując do Indii 20 samolotów C-46 Commando. Był wspierany w tych wysiłkach przez amerykańskich oficerów z kwatery głównej Amerykańskiego Teatru Chiny-Birma-Indie.

### Cmentarz wojenny
Po wojnie Komisja Grobów Wojennych Wspólnoty Narodów utworzyła Cmentarz Wojenny w Imphalu i Cmentarz Wojenny w Kohimie dla upamiętnienia żołnierzy brytyjskich i indyjskich poległych w tych bitwach.